# Laderrica feenyi
Laderrica feenyi là một loài tò vò trong họ Ichneumonidae.